# محلة الميدان
محلة الميدان حي من أشهر أحياء مدينة الموصل القديمة في العراق. يقع إلى الجنوب من محلة رأس الكور وإلى الشرق من محلة باب النبي وإلى الشمال من محلة باب الطوب وإلى الشرق من نهر دجلة. وهي ضمن منطقة أكبر تضم عدة محلات تعرف بالقليعات.

## أصل التسمية
نسبة إلى الميدان الذي كان يمتد أمام القلعة الداخلية التي كانت تعرف باسم إيتش قلعة بحسب لفظها التركي (بالتركية: İÇKALE)‏ في العهد العثماني، وكان يسكن القلعة الجيش الانكشاري. وباب القلعة من أبواب الموصل المعروفة ويقع على نهر دجلة.

## أهميتها
لعبت هذه المحلة دورًا مهما في تاريخ مدينة الموصل القديم والحديث وذلك لأسباب عديدة منها:
- موقع المحلة بالقرب من المعابر الخارجية للمدينة كالجسر الخشبي القديم والجسر الحديدي الحديث قد أعطاها هذا الدور المتميز. وذلك لأن البضائع الداخلة أو الخارجة من المدينة كانت تمر منها أو تدخل أسواقها أو الأسواق القريبة منها.
- كانت المحلة تشتهر بوجود أسواق شعبية مفتوحة، تسمى بالمحكية بـ«عَلاوي»، من أشهرها علاوي الحبوب وعلاوي الخضر والفواكه. وكذلك كانت تشتهر بتجارة الخشب.
- أصبحت المحلة في العهود الماضية مركزًا للحكم الإداري والبلدي كما تشهد بذلك آثار القلعة وبناية البلدية القديمتين والقريبتين من الجسر الحديدي.

### معالمها
- الجامع الأموي : ويعرف أيضا بجامع المصفي. وكان أول جامع يبنى في المدينة بعد فتحها وأصبح فيما بعد من أشهر جوامع المدينة حتى بلغت شهرته أرجاء العالم الإسلامي.[4]
- جامع الباشا
- جامع الاغوات
- خان الكمرك : يقع قرب الجسر الحديدي. كانت تسوّق إليه أنواع الفواكه القادمة من الشمال عن طريق النهر والبر ويسمى العاملين فيه بقالي الكمرك.[5]
- حمام القلعة[6]